# Rue Marguerite-Boucicaut
La rue Marguerite-Boucicaut est une rue du 15e arrondissement de Paris.

## Situation et accès
Elle est située dans le quartier de Javel et de l’ancien hôpital Boucicaut et est parallèle à la rue de la Convention. Elle commence au 111, rue de Lourmel et débouche dans la rue Sarasate. C’est une très petite rue de seulement 57 mètres de long.

## Origine du nom

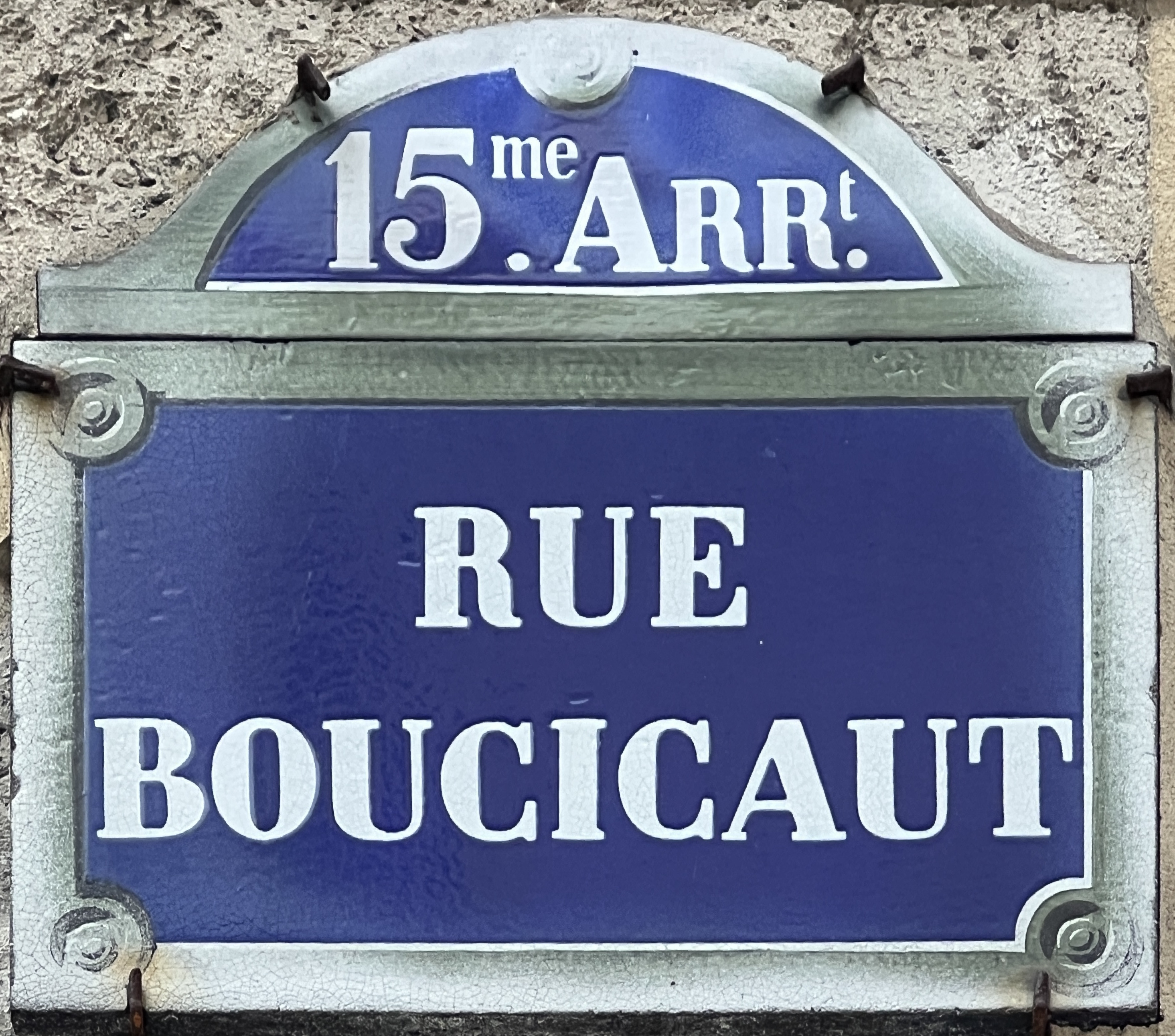
Plaque de l'ancien nom de la rue.

La rue honore plus spécifiquement Marguerite Boucicaut (1816-1887), épouse d’Aristide Boucicaut, fondateur du Bon Marché. Marguerite Boucicaut s’employa à de nombreuses œuvres de bienfaisance et, en exécution des dernières volontés de son mari, fonda l’hôpital Boucicaut. Cet établissement était tout proche, juste de l'autre côté de la rue de la Convention ; l'hôpital ayant été fermé, son site est en cours de transformation pour l'aménagement de l'éco-quartier Boucicaut.

## Historique
Cette rue en retrait ne comprend que huit immeubles en pierre de taille de style haussmannien (quatre immeubles de chaque côté) qui, étant tous préservés, forment un ensemble harmonieux. Conçus comme immeubles de rapport, sept d'entre eux ont été construits en 1912 par les architectes Judlin et Gravereaux.
À l'origine, la rue qui s'appelait « rue Boucicaut » a pris sa dénomination actuelle par arrêté municipal en date du 2 août 2005, augmentant le nombre de voies parisiennes désignées par le nom d'une femme.